# Freawaru
Freawaru, es un personaje del poema épico Beowulf, una princesa danesa hija del rey Hroðgar y su consorte Wealhþeow. Freawaru aparece como un personaje mediador y pacificador (freothuwebbe), un concepto importante a lo largo de todo el poema; está casada con Ingeld, rey de los headobardos e hijo de Froda. El matrimonio fue concertado para finalizar las rivalidades entre ambos reinos, tras la muerte de Froda en manos de los daneses. Sin embargo, ha sido un pacto en vano. Un viejo guerrero exalta a los headobardos por la venganza, y Beowulf vaticina a Hygelac que Ingeld se enfrentará a su suegro Hroðgar.

## Gesta Danorum
La versión que aparece en Gesta Danorum, el viejo guerrero es identificado como Starkad, quien logra que Ingeld se divorcie y devuelva a la princesa con su familia. Freawaru aparece en el libro VI, pero no se menciona su nombre. Froda e Ingeld son presentados como reyes daneses que están en conflicto con los sajones y ella es su princesa.
El rey danés Fróði (Froda) es asesinado a traición por un sajón llamado Swerting (Swertingus). Ingeld (Ingellus), hijo de Frode, vive una vida desahogada y está casado con una de las hijas de Swerting. Aparece en escena un enojado Starkad, al servicio del rey sueco Halfdan (Haldanus), que durante un banquete reprocha a Ingeld su estilo de vida y no cumplir con su obligación de vengar a su padre. Starkad amonesta a Ingeld y humilla a su reina que intenta calmarle amablemente y obsequiándole una valiosa prenda. Starkad logra que Ingled mate a los hijos de Swerting y se divorcie de su esposa sajona.